# Chiesa della Trasfigurazione di Nostro Signore Gesù Cristo (Villa Faraldi)
La chiesa della Trasfigurazione di Nostro Signore Gesù Cristo è un luogo di culto cattolico situato nella frazione di Riva Faraldi nel comune di Villa Faraldi, in provincia di Imperia. La chiesa è sede della parrocchia omonima del vicariato di Diano Marina della diocesi di Albenga-Imperia.

## Storia e descrizione
L'edificio attuale è stato realizzato a partire dalla seconda metà del Settecento e i lavori sono proseguiti, in più fasi, fino ai primi decenni del Novecento; se, infatti, il campanile, con il tipico cupolino "a cipolla", è databile agli anni 1771-1783, il resto della chiesa si presenta in forme tardo barocche e neoclassiche.
Di un precedente edificio, probabilmente tardo medievale e dedicato al Santissimo Salvatore, si hanno pochissime tracce, ma si suppone fosse più piccolo e dotato almeno di due navate, come lasciano intendere le due colonne in pietra nera sistemate sulla piazza antistante.
L'interno conserva un bell'altare maggiore settecentesco in marmo e alcune statue di pregio, come quella della Madonna del Rosario, quella dell'Angelo custode (San Raffaele e Tobiolo) e il gruppo ligneo di sei statue (un tempo facenti parte di una cassa processionale) della Trasfigurazione.